# 신흥운수 (충북)
신흥운수(新興運輸)는 충청북도 보은군내버스 회사이며, 본사는 충청북도 보은군 보은읍 남부로 4427 (죽전리 52-2번지)에 위치해 있다.

## 역사 및 현황
1978년 10월부터 충북교통(현 충북리무진) 보은군내버스를 대동물산이 인수해서 운행해오던 보은교통 이 2000년 모회사 대동물산의 부도 여파로 최종 부도처리되자 같은해 10월 1일 구 보은교통의 차량과 노선권을 양수받아 신규 보은군내버스 사업자로 출범하였다. 현재 전 차량에 노선 LED 전광판을 장착하였다.

## 주요 차량
- 자일대우 레스타
- 자일대우 NEW BS090
- 현대 카운티 뉴 브리즈
- 현대 그린시티 (2대)
- 현대 일렉시티 타운